# Diamonds World Tour
Diamonds World Tour foi a quarta digressão mundial da cantora Rihanna para promover o seu sétimo álbum de estúdio, Unapologetic. O evento foi anunciado em 7 de Setembro de 2012, um dia após a artista vencer o prémio Video of the Year na cerimónia MTV Video Music Awards com "We Found Love". A turnê teve início em 8 de Março de 2013 em Buffalo, na arena First Niagara Center. A venda de bilhetes para o evento começaram em 14 de Setembro de 2012. Em Novembro de 2012, foram reveladas as datas da parte européia do espetáculo, com shows em países como Alemanha, França e Portugal, com início em 26 de Maio de 2013 e término em 15 de Novembro do mesmo ano em Nova Orleães.

## Antecedentes
No verão de 2012, a cantora fez uma série de concertos em festivais para promover o lançamento de "Where Have You Been". Rihanna iria fazer uma apresentação no Rock in Rio Madrid, mas devido ao falecimento da sua avó a sua presença acabou por ser cancelada.  Em 6 de Setembro de 2012, depois de uma performance no MTV Video Music Awards com "Cockiness (Love It)" e "We Found Love", a artista anunciou a sua nova turnê para 2013.
Em 7 de Novembro de 2012, foi revelado que o ato de abertura durante os shows na América do Norte estaria a cargo do rapper A$AP Rocky, que participou do remix e da performance ao vivo de "Cockiness (Love It)" no Video Music Awards. Mais tarde, durante esse mesmo mês, foram anunciadas as datas da parte européia da turnê, denotando que a artista voltaria a apresentar-se em Portugal a 28 de Maio de 2013 no Pavilhão Atlântico, em Lisboa.

## Actos de abertura
- Illy Da King (Norte da América; em certas datas)[9]
- ASAP Rocky (Norte da América; em certas datas)
- David Guetta (Londres, Paris, Cardiff e Sunderland)[10]
- Haim (Europa; em certas datas)[11]
- WE ARE GTA (Europa; em certas datas)[11]

## Datas
| Data                      | Cidade            | País                   | Local                              |
| América do Norte          | América do Norte  | América do Norte       | América do Norte                   |
| ------------------------- | ----------------- | ---------------------- | ---------------------------------- |
| 8 de Março de 2013        | Buffalo           | Estados Unidos         | First Niagara Center               |
| 14 de Março de 2013       | Filadélfia        | Estados Unidos         | Wells Fargo Center                 |
| 15 de Março de 2013       | Hartford          | Estados Unidos         | XL Centre                          |
| 17 de Março de 2013       | Montreal          | Canadá                 | Bell Centre                        |
| 18 de Março de 2013       | Toronto           | Canadá                 | Air Canada Centre                  |
| 19 de Março de 2013       | Toronto           | Canadá                 | Air Canada Centre                  |
| 21 de Março de 2013       | Detroit           | Estados Unidos         | Joe Louis Arena                    |
| 22 de Março de 2013       | Chicago           | Estados Unidos         | United Center                      |
| 24 de Março de 2013       | St. Paul          | Estados Unidos         | Xcel Energy Center                 |
| 25 de Março de 2013       | Winnipeg          | Canadá                 | MTS Centre                         |
| 27 de Março de 2013       | Edmonton          | Canadá                 | Rexall Place                       |
| 30 de Março de 2013       | Calgary           | Canadá                 | Scotiabank Saddledome              |
| 1 de Abril de 2013        | Vancouver         | Canadá                 | Rogers Arena                       |
| 3 de Abril de 2013        | Seattle           | Estados Unidos         | Key Arena                          |
| 6 de Abril de 2013        | São José          | Estados Unidos         | HP Pavilion                        |
| 8 de Abril de 2013        | Los Angeles       | Estados Unidos         | Staples Center                     |
| 9 de Abril de 2013        | Anaheim           | Estados Unidos         | Honda Center                       |
| 11 de Abril de 2013       | San Diego         | Estados Unidos         | Valley View Casino Center          |
| 12 de Abril de 2013       | Las Vegas         | Estados Unidos         | Mandalay Bay Events Center         |
| 19 de Abril de 2013       | Tampa             | Estados Unidos         | Tampa Bay Times Forum              |
| 20 de Abril de 2013       | Sunrise           | Estados Unidos         | BankAtlantic Center                |
| 22 de Abril de 2013       | Atlanta           | Estados Unidos         | Philips Arena                      |
| 24 de Abril de 2013       | Baltimore         | Estados Unidos         | 1st Mariner Arena                  |
| 26 de Abril de 2013       | Atlantic City     | Estados Unidos         | Revel Resort                       |
| 28 de Abril de 2013       | Newark            | Estados Unidos         | Prudential Center                  |
| 29 de Abril de 2013       | Washington        | Estados Unidos         | Verizon Center                     |
| 1 de Maio de 2013         | Montreal          | Canadá                 | Bell Centre                        |
| 2 de Maio de 2013         | Ottawa            | Canadá                 | Scotiabank Place                   |
| 5 de Maio de 2013         | Nova Iorque       | Estados Unidos         | Barclays Center                    |
| 6 de Maio de 2013         | Boston            | Estados Unidos         | TD Garden                          |
| 7 de Maio de 2013         | Nova Iorque       | Estados Unidos         | Barclays Center                    |
| África                    |                   |                        |                                    |
| 24 de Maio de 2013[A]     | Rabat             | Marrocos               | OLM Souissi                        |
| Europa                    |                   |                        |                                    |
| 26 de Maio de 2013        | Bilbau            | Espanha                | Bilbao Exhibition Centre           |
| 28 de Maio de 2013        | Lisboa            | Portugal               | MEO Arena                          |
| 30 de Maio de 2013        | Istanbul          | Turquia                | İnönü Stadium                      |
| 1 de Junho de 2013        | Barcelona         | Espanha                | Palau Sant Jordi                   |
| 2 de Junho de 2013        | Montpellier       | França                 | Arena Montpellier                  |
| 3 de Junho de 2013        | Lyon              | França                 | Halle Tony Garnier                 |
| 5 de Junho de 2013        | Antuérpia         | Bélgica                | Sportpaleis                        |
| 6 de Junho de 2013        | Antuérpia         | Bélgica                | Sportpaleis                        |
| 8 de Junho de 2013        | Paris             | França                 | Stade de France                    |
| 10 de Junho de 2013       | Cardiff           | Reino Unido            | Millennium Stadium                 |
| 12 de Junho de 2013       | Manchester        | Reino Unido            | Manchester Arena                   |
| 13 de Junho de 2013       | Manchester        | Reino Unido            | Manchester Arena                   |
| 15 de Junho de 2013       | Londres           | Reino Unido            | Twickenham Stadium                 |
| 16 de Junho de 2013       | Londres           | Reino Unido            | Twickenham Stadium                 |
| 17 de Junho de 2013       | Birmingham        | Reino Unido            | LG Arena                           |
| 20 de Junho de 2013       | Sunderland        | Reino Unido            | Stadium of Light                   |
| 21 de Junho de 2013       | Dublin            | Irlanda                | Aviva Stadium                      |
| 23 de Junho de 2013       | Amesterdão        | Países Baixos          | Ziggo Dome                         |
| 24 de Junho de 2013       | Amesterdão        | Países Baixos          | Ziggo Dome                         |
| 26 de Junho de 2013       | Colónia           | Alemanha               | Lanxess Arena                      |
| 27 de Junho de 2013       | Colónia           | Alemanha               | Lanxess Arena                      |
| 29 de Junho de 2013       | Zurique           | Suíça                  | Hallenstadion                      |
| 30 de Junho de 2013       | Zurique           | Suíça                  | Hallenstadion                      |
| 2 de Julho de 2013        | Berlim            | Alemanha               | O2 World                           |
| 3 de Julho de 2013        | Hanover           | Alemanha               | TUI Arena                          |
| 5 de Julho de 2013[B]     | Roskilde          | Dinamarca              |                                    |
| 7 de Julho de 2013[C]     | Gdynia            | Polónia                | Babie Doły Military Airport        |
| 9 de Julho de 2013        | Viena             | Áustria                | Wiener Stadthalle                  |
| 10 de Julho de 2013[D]    | Monte Carlo       | Mónaco                 | Monte Carlo Sporting Club & Casino |
| 11 de Julho de 2013[D]    | Monte Carlo       | Mónaco                 | Monte Carlo Sporting Club & Casino |
| 13 de Julho de 2013[E]    | Perth and Kinross | Reino Unido            | Balado                             |
| 15 de Julho de 2013       | Manchester        | Reino Unido            | Manchester Arena                   |
| 16 de Julho de 2013       | Manchester        | Reino Unido            | Manchester Arena                   |
| 18 de Julho de 2013       | Birmingham        | Reino Unido            | LG Arena                           |
| 20 de Julho de 2013       | Villeneuve d'Ascq | França                 | Grand Stade Lille Métropole        |
| 22 de Julho de 2013       | Estocolmo         | Suécia                 | Ericsson Globe                     |
| 25 de Julho de 2013       | Oslo              | Noruega                | Telenor Arena                      |
| 26 de Julho de 2013       | Bergen            | Noruega                | Bergenhus Fortress                 |
| 28 de Julho de 2013       | Helsínquia        | Finlândia              | Hartwall Arena                     |
| Ásia                      |                   |                        |                                    |
| 13 de Setembro de 2013    | Cotai             | Macau                  | CotaiArena                         |
| 14 de Setembro de 2013    | Cotai             | Macau                  | CotaiArena                         |
| 19 de Setembro de 2013    | Manila            | Filipinas              | Mall of Asia Arena                 |
| 22 de Setembro de 2013[F] | Singapura         | Singapura              | Marina Bay Street Circuit          |
| Oceania                   |                   |                        |                                    |
| 24 de Setembro de 2013    | Perth             | Austrália              | Perth Arena                        |
| 26 de Setembro de 2013    | Adelaide          | Austrália              | Adelaide Entertainment Centre      |
| 28 de Setembro de 2013    | Brisbane          | Austrália              | Brisbane Entertainment Centre      |
| 30 de Setembro de 2013    | Melbourne         | Austrália              | Rod Laver Arena                    |
| 1 de Outubro de 2013      | Melbourne         | Austrália              | Rod Laver Arena                    |
| 3 de Outubro de 2013      | Sydney            | Austrália              | Melbourne Rod Laver Arena          |
| 4 de Outubro de 2013      | Sydney            | Austrália              | Melbourne Rod Laver Arena          |
| 6 de Outubro de 2013      | Auckland          | Nova Zelândia          | Vector Arena                       |
| 7 de Outubro de 2013      | Auckland          | Nova Zelândia          | Vector Arena                       |
| 8 de Outubro de 2013      | Auckland          | Nova Zelândia          | Vector Arena                       |
| África                    |                   |                        |                                    |
| 13 de Outubro de 2013     | Joanesburgo       | África do Sul          | FNB Stadium                        |
| 16 de Outubro de 2013     | Cidade do Cabo    | África do Sul          | Estádio da Cidade do Cabo          |
| Médio Oriente             |                   |                        |                                    |
| 19 de Outubro de 2013     | Abu Dhabi         | Emirados Árabes Unidos | du Arena                           |
| 22 de Outubro de 2013     | Tel Aviv          | Israel                 | Yarkon Park                        |
| América do Norte          |                   |                        |                                    |
| 29 de Outubro de 2013     | San Juan          | Porto Rico             | Hiram Bithorn Stadium              |
| 1 de Novembro de 2013     | Bridgetown        | Barbados               | Kensington Oval                    |
| 9 de Novembro de 2013     | Denver            | Estados Unidos         | Pepsi Center                       |
| 11 de Novembro de 2013    | Dallas            | Estados Unidos         | American Airlines Center           |
| 12 de Novembro de 2013    | Oklahoma City     | Estados Unidos         | Chesapeake Energy Arena            |
| 14 de Novembro de 2013    | Houston           | Estados Unidos         | Toyota Center                      |
| 15 de Novembro de 2013    | Nova Orleães      | Estados Unidos         | New Orleans Arena                  |

Festivais e outras actuações
A  - Este concerto faz parte do festival Mawazine
B  - Este concerto faz parte do festival Roskilde
C  - Este concerto faz parte do festival Open'er
D  - Este concerto faz parte do festival de verão Monte-Carlo Sporting
E  - Este concerto faz parte do festival T in the Park
F  - Este concerto faz parte do concerto durante a corrida Grande Prémio de Singapura
Cancelamentos e remarcações
| 10 de Março de 2013 | Boston, Estados Unidos      | TD Garden                | Cancelado devido a laringite. Remarcado para 6 de Maio de 2013.           |
| 12 de Março de 2013 | Baltimore, Estados Unidos   | 1st Mariner Arena        | Cancelado devido a gripe e laringite. Remarcado para 24 de Abril de 2013. |
| 15 de Abril de 2013 | Houston, Estados Unidos     | Toyota Center            | Cancelado devido a doença. Remarcado para 14 de Novembro de 2013.         |
| 16 de Abril de 2013 | Dallas, Estados Unidos      | American Airlines Center | Cancelado devido a doença. Remarcado para 11 de Novembro de 2013.         |
| 4 de Maio de 2013   | Nova Iorque, Estados Unidos | Barclays Center          | Remarcado para 7 de Maio de 2013 devido a jogo desportivo.                |
| 20 de Julho de 2013 | Helsínquia, Finlândia       | Hartwall Arena           | Remarcado para 28 de Julho de 2013.                                       |